# كريس هابارد
كريس هابارد (بالإنجليزية: Chris Hubbard)‏ هو لاعب كرة قدم أمريكي في مركز حراسة المرمى، ولد في 23 نوفمبر 1994 في لويفيل في الولايات المتحدة. لعب مع لويسفيل سيتي.